# Liste von Sakralbauten in Grünsfeld
Die Liste von Sakralbauten in Grünsfeld nennt Kirchengebäude und sonstige Sakralbauten im Stadtgebiet von Grünsfeld im Main-Tauber-Kreis in Baden-Württemberg.

## Sakralbauten in Grünsfeld

### Christentum
Die katholischen Sakralbauten im Stadtgebiet von Grünsfeld gehören zur Seelsorgeeinheit Grünsfeld-Wittighausen im Dekanat Tauberbischofsheim. Die evangelischen Sakralbauten im Stadtgebiet von Grünsfeld sind der Kirchengemeinde Königshofen-Grünsfeld im Kirchenbezirk Wertheim zugeordnet.

#### Kirchengebäude
| Name               | Konfession | Ort             | Bild | Koordinaten                 |
| ------------------ | ---------- | --------------- | ---- | --------------------------- |
| Hl. Dreifaltigkeit | r.-k.      | Kützbrunn       |      | 49° 34′ 55″ N, 9° 45′ 26″ O |
| St. Achatius       | r.-k.      | Grünsfeldhausen |      | 49° 37′ 29″ N, 9° 44′ 24″ O |
| St. Laurentius     | r.-k.      | Paimar          |      | 49° 38′ 18″ N, 9° 45′ 15″ O |
| St. Margaretha     | r.-k.      | Zimmern         |      | 49° 35′ 49″ N, 9° 47′ 6″ O  |
| St. Ägidius        | r.-k.      | Krensheim       |      | 49° 38′ 13″ N, 9° 46′ 56″ O |
| St. Peter und Paul | r.-k.      | Grünsfeld       |      | 49° 36′ 30″ N, 9° 44′ 40″ O |

#### Kapellen
| Name           | Konfession | Ort         | Bild | Koordinaten                 |
| -------------- | ---------- | ----------- | ---- | --------------------------- |
| Lourdeskapelle | r.-k.      | Kützbrunn   |      | 49° 34′ 58″ N, 9° 45′ 21″ O |
| Marienkapelle  | r.-k.      | Hof Uhlberg |      | 49° 37′ 15″ N, 9° 47′ 6″ O  |

#### Kreuzwege
Die folgenden Freilandkreuzwege bestehen im Stadtgebiet von Grünsfeld:
| Name     | Konfession | Ort       | Bild | Koordinaten                 |
| -------- | ---------- | --------- | ---- | --------------------------- |
| Kreuzweg | r.-.k.     | Krensheim |      | 49° 38′ 11″ N, 9° 47′ 22″ O |
| Kreuzweg | r.-.k.     | Grünsfeld |      | 49° 36′ 34″ N, 9° 44′ 22″ O |

#### Friedhöfe
In der Kernstadt Grünsfeld sowie in den weiteren Stadtteilen besteht jeweils ein christlicher Friedhof:
| Name        | Ort             | Bild | Koordinaten                 |
| ----------- | --------------- | --- | --------------------------- |
| Friedhof in | Grünsfeld       | | 49° 36′ 33″ N, 9° 44′ 42″ O |
| Friedhof    | Grünsfeldhausen | Bild gesucht Die Wikipedia wünscht sich an dieser Stelle ein Bild vom hier behandelten Ort. Falls du dabei helfen möchtest, erklärt die Anleitung , wie das geht. BW | 49° 37′ 39″ N, 9° 44′ 27″ O |
| Friedhof    | Krensheim       | Bild gesucht Die Wikipedia wünscht sich an dieser Stelle ein Bild vom hier behandelten Ort. Falls du dabei helfen möchtest, erklärt die Anleitung , wie das geht. BW | 49° 38′ 16″ N, 9° 47′ 5″ O  |
| Friedhof    | Kützbrunn       | | 49° 34′ 55″ N, 9° 45′ 26″ O |
| Friedhof    | Paimar          | Bild gesucht Die Wikipedia wünscht sich an dieser Stelle ein Bild vom hier behandelten Ort. Falls du dabei helfen möchtest, erklärt die Anleitung , wie das geht. BW | 49° 38′ 27″ N, 9° 45′ 1″ O  |
| Friedhof    | Zimmern         | Bild gesucht Die Wikipedia wünscht sich an dieser Stelle ein Bild vom hier behandelten Ort. Falls du dabei helfen möchtest, erklärt die Anleitung , wie das geht. BW | 49° 35′ 55″ N, 9° 46′ 59″ O |

### Judentum
Die folgenden jüdischen Sakralbauten (zwei Synagogen) des ehemaligen Bezirksrabbinats Wertheim bestanden einst im Stadtgebiet von Grünsfeld:
| Name                           | Ort       | Bild | Koordinaten                                             |
| ------------------------------ | --------- | ---- | ------------------------------------------------------- |
| Synagogen (an zwei Standorten) | Grünsfeld |      | 49° 36′ 26″ N, 9° 44′ 40″ O 49° 36′ 28″ N, 9° 44′ 43″ O |

### Islam
Im Stadtgebiet von Grünsfeld besteht keine Moschee. Die Muslime besuchen gewöhnlich die nächstgelegene Moschee Lauda.